# Homer a desatero aneb Každý krade, jak dovede
Homer a desatero aneb Každý krade, jak dovede (v anglickém originále Homer vs. Lisa and the 8th Commandment) je 13. díl 2. řady (celkem 26.) amerického animovaného seriálu Simpsonovi. Scénář napsal Steve Pepoon a díl režíroval Rich Moore. V USA měl premiéru dne 7. února 1991 na stanici Fox Broadcasting Company a v Česku byl poprvé vysílán 2. července 1993 na stanici ČT1.

## Děj
Poté, co Homer vidí, jak Ned Flanders odmítne nabídku podvodného technika na nelegální připojení kabelu za 50 dolarů, technika pronásleduje a nabídku přijme. Simpsonovi si nové kanály oblíbí a stráví jejich sledováním celé hodiny. Líze je však kabelová přípojka podezřelá a po lekci v nedělní škole o existenci a povaze pekla se obává, že Homer porušuje osmé z deseti přikázání – nepokradeš – a po smrti přijde do pekla. 
Poté, co Líza všude vidí další příklady obyčejné zlodějny, navštíví reverenda Lovejoye. Ten Lízu odrazuje od toho, aby otcovu nelegální kabelovou přípojku nahlásila na policii, protože páté přikázání říká, že člověk musí „ctít otce svého i matku svou“, ale místo toho jí radí, aby šla příkladem a odmítla sledovat programy přes kabelovou přípojku. Marge prosí Homera, aby kabelovku buď odpojil, nebo ji zaplatil, ale ten to odmítá. Poté, co mu technik nabídne k prodeji ukradené autorádio a pokusí se vloupat do Nedova domu, však Homer ve strachu nechá zamřížovat okna domu. Bart jednoho večera objeví pornografický kanál a navzdory strachu z trestu od Homera, jenž ho bohužel zahlédne, jak se na něj dívá, Homer Barta pustí s varováním, aby se na tento kanál už nedíval. Bart předstírá, že s tím souhlasí, a za Homerovými zády naúčtuje dětem ze sousedství 50 centů za sledování kabelového pornokanálu, ale právě když začne, Homer ho přistihne a za trest ho pošle do svého pokoje. 
Homer pozve své spolupracovníky a kamarády z baru, aby se během boxerského zápasu kabelové televize podívali na zápas Dredericka Tatuma o titul mistra světa v těžké váze. Naneštěstí pro Homera se to dozví i pan Burns a rozhodne se zúčastnit shromáždění, aby zápas sledoval. Když Líza oznámí, že bude promítání bojkotovat, Homer ji vykáže na trávník, kde se k ní připojí Marge a Maggie. Nakonec Homera trápí svědomí a neochotně se rozhodne zápas nesledovat, přičemž Barta vytáhne ven s sebou. Když jeho přátelé odejdou, Homer přes Bartovy námitky váhavě odpojí kabelovou přípojku. Když Homer omylem přeruší elektrický proud v sousedství, odpojí špatný kabel. Na třetí pokus přestřihne správný kabel, čímž epizoda náhle končí.

## Produkce
Díl napsal nezávislý scenárista Steve Pepoon a režíroval jej Rich Moore. Původně se měla v originále jmenovat Homer vs. the 8th Commandment, ale scenáristé se rozhodli do názvu zahrnout i Lízu, protože chtěli, aby herci měli pocit, že všechny jejich postavy jsou v seriálu zastoupeny stejně. Epizoda je založena na osmém přikázání (nepokradeš), které je jedním z Desatera. Scenárista Simpsonových Al Jean řekl, že „kdykoli za mnou lidé přijdou a říkají, že Simpsonovi jsou jen takový ten pobuřující seriál, který nemá žádný morální střed, vždycky je upozorním na tuto epizodu, kde si Homer pořídí nelegální kabelovou přípojku (což v reálném životě udělalo mnoho lidí) a nese za to obrovské následky“.
Scenárista Simpsonových Mike Reiss se domnívá, že epizody jako Homer a desatero aneb Každý krade, jak dovede jsou jeho oblíbenými díly, protože mají „pevné téma nebo problém“ (v tomto případě náboženství a krádež), o kterém se dá „donekonečna diskutovat a prostě se může prezentovat mnoha různými způsoby“. Producent Jeff Martin uvedl, že se autoři snažili použít „velmi přísnou konstrukci osmého přikázání“ a považovali krádež kabelové televize za „v podstatě zločin bez oběti“. Díl vznikl v době, kdy se nelegální kabelové přípojky stávaly běžnou záležitostí v mnoha domácnostech. Tato epizoda později inspirovala díl 4. řady Homer kacířem, v níž Homer přestane chodit v neděli do kostela. Tato epizoda, založená na čtvrtém přikázání „pamatuj na sobotu a svěť ji“, vznikla tak, že Jean poznamenal Reissovi: „Měli jsme s Homerem, který kradl kabel, hodně štěstí, tak bychom se možná mohli podívat na jiná přikázání?“.
V epizodě se poprvé objevuje postava Troye McClura, kterou namluvil Phil Hartman. McClure byl založen na typickém „vymydleném“ hollywoodském herci a jako inspirace pro jeho jméno a některé aspekty postavy posloužili béčkoví filmoví herci Troy Donahue a Doug McClure. Podle tvůrce seriálu Matta Groeninga byl Hartman do role obsazen díky své schopnosti vytěžit „maximální množství humoru“ z každé hlášky, kterou dostal. Vizuální podoba McClura je podobná vzhledu samotného Hartmana. McClure se po dílu Homer a desatero aneb Každý krade, jak dovede stal stálou postavou seriálu, ale po Hartmanově smrti byl v roce 1998 ze seriálu stažen. Kromě McClura Hartman také propůjčil hlas chlápkovi z kabelovky. V této epizodě se také poprvé v seriálu objevuje postava Dredericka Tatuma, jednoho z boxerů v boxerském zápase, který Homer a jeho přátelé sledují. Jeho fyzický vzhled byl založen na americkém boxerovi Mikeu Tysonovi a byl pojmenován podle skutečného boxera, kterého viděl scenárista Simpsonových George Meyer.

## Kulturní odkazy
Úvodní scéna s Mojžíšem na hoře Sinaj je parodií na film Desatero přikázání z roku 1956. Scéna, v níž Homer předstírá, že ho srazí náklaďák technika, připomíná scénu z filmu Alfreda Hitchcocka Na sever severozápadní linkou. Drederick Tatum je založen na Mikeu Tysonovi. Ve vtipu o věku pana Burnse Burns vzpomíná, jak sledoval zápas v holých rukou mezi gentlemanem Jimem Corbettem a eskymákem. Filmy, které rodina sleduje na nové kabelovce, jsou Čelisti, Smrtonosná past a Wall Street.

## Přijetí
V původním vysílání skončil díl v týdnu od 4. do 10. února 1991 na 25. místě v žebříčku sledovanosti s ratingem 15,2 podle agentury Nielsen a sledovalo ho přibližně 14 milionů domácností. Epizoda si vedla lépe než průměrná sezónní pozice pořadu, která byla 32., a byla nejlépe hodnoceným pořadem na stanici Fox v daném týdnu. Epizoda skončila ve svém vysílacím čase na druhém místě za pořadem The Cosby Show, jenž se vysílal ve stejnou dobu na stanici NBC a měl dle Nielsenu rating 16,8.
Mark I. Pinsky v knize The Gospel According to The Simpsons píše, že díl má „strukturu skvěle propracovaného dvaadvacetiminutového kázání“. Colin Jacobson z DVD Movie Guide se domníval, že „díl pomohl upevnit pověst seriálu jako mistrovského lamače popkultury. Zavedení kabelové televize do domácností umožnilo (autorům) zesměšnit mnoho různých filmů a dalších médií, což přispělo k tomu, že epizoda byla velmi zábavná. Fungovala i v mnoha dalších ohledech a nabídla skvělou podívanou.“
Jaime J. Weinman v časopise MacLean's popsal díl jako „první skutečně skvělou epizodu – tu, která Simpsonovy etablovala jako nejzábavnější a nejvíc mnohovrstevnatý sitcom. Příběh o Homerově krádeži kabelovky byl záminkou pro desítky parodií na kabelovou televizi z počátku 90. let, ale byl to také příběh o Homerovi a jeho dceři a zkoumání toho, jak si v každodenním životě racionalizujeme drobné krádeže“.
Autoři knihy I Can't Believe It's a Bigger and Better Updated Unofficial Simpsons Guide, Warren Martyn a Adrian Wood, označili epizodu za „obratnou ukázku morálního dilematu, které muselo trápit miliony lidí od vzniku kabelové televize“. Doug Pratt, recenzent DVD a spolupracovník časopisu Rolling Stone, napsal, že díl je „jednou z mnoha ukázek toho, že ačkoli (Simpsonovi) možná ve své době posunuli hranice cenzury, zůstali v jádru morální. Běžící satira na kabelové programy je navíc docela zábavná.“ Epizoda získala cenu Primetime Emmy za vynikající animovaný pořad (za pořad kratší než jedna hodina). Byla to druhá epizoda pořadu, která tuto cenu získala. Byla také nominována v kategorii vynikající mix zvuku pro komediální seriál nebo speciál.